# Frits Veerman
Frits Veerman (Huizen, 8 november 1944 – aldaar, 23 februari 2021) was een Nederlandse klokkenluider, wiens wedervaren aanleiding was voor het tot stand komen van de Wet Huis voor klokkenluiders in 2016.

## Levensloop
Veerman werkte als technicus en fotograaf voor het Fysisch Dynamisch Onderzoekslaboratorium (Stork FDO), dat ultracentrifuges voor URENCO ontwikkelde, en merkte op dat Abdul Kahn, met wie hij een werkruimte deelde, op grote schaal geheime documenten mee naar huis nam om te kopiëren en te laten vertalen door zijn Zuid-Afrikaanse vrouw (die Nederlands kon lezen), zodat hij de geheime informatie kon meenemen naar zijn thuisland Pakistan. Nadat Kahn Veerman had gevraagd om documenten te fotograferen, gaf Veerman al zijn bevindingen door aan URENCO en aan zijn eigen werkgever. Daarop kreeg hij een spreekverbod; later werd hij het bedrijf uitgewerkt, door hem eerst geen opdrachten meer te geven en hem vervolgens te ontslaan wegens gebrek aan werk. Hij verwierf daarna een bescheiden administratieve functie bij het GAK, waar hij tot zijn pensioen bleef.
Na een aantal jaren zo gespioneerd te hebben kwam Kahn in 1975 niet meer terug van vakantie in Pakistan. Met behulp van zijn doorgestuurde informatie bouwde Pakistan een vrijwel exacte kopie van de fabriek uit Nederland, inclusief zo'n ultracentrifuge, en stichtte daar een kernindustrie, zodat Pakistan een kernwapen kon ontwikkelen. Nog heel lang heeft Kahn een scala aan onderdelen voor die kernindustrie in Nederland besteld, die probleemloos geleverd werden. Hij werd in 1983 wel tot vier jaar gevangenisstraf veroordeeld wegens spionage, maar dit vonnis werd wegens een vormfout vernietigd. Een nieuwe zaak kwam er niet: het dossier bleek namelijk zoek.
Ruud Lubbers heeft later aangegeven dat de Binnenlandse Veiligheidsdienst de spionage (en levering van onderdelen) met opzet heeft laten doorgaan op verzoek van Amerikaanse inlichtingendiensten (zoals de CIA). Mogelijk wilden Amerikanen dat Pakistan, als bolwerk tegen het communisme, een kernwapen kreeg. Later werd de informatie verder geëxporteerd, onder meer naar Libië, Iran en Noord-Korea, dat zo ook kernwapens kreeg.
De BVD (later AIVD) heeft Veerman nog lang achtervolgd omdat hij zijn mond niet wilde houden. Hij werd zelfs een tijdje vastgezet in de Bijlmerbajes en werd ondervraagd door mensen van de BVD. En in het buitenland werd hij door plaatselijke autoriteiten aangehouden en verhoord omdat hij vermeld stond op een internationale lijst van verdachte personen, terwijl Kahn gesteund werd (o.a door Arthur Docters van Leeuwen destijds directeur van de BVD). De zaak Veerman was mede aanleiding voor de totstandkoming van de Wet Huis voor klokkenluiders in 2016. Het Huis voor klokkenluiders pakte de zaak op maar maakte trage voortgang. Pas in juli 2020, ruim veertig jaar later, werd Veerman - kort voor zijn overlijden - gerehabiliteerd.
Na eerder geopereerd te zijn aan darmkanker overleed hij op 23 februari 2021.
Documentairemaker Frans Bromet maakte over deze affaire de documentaire "In de ban van de bom". Deze ging op 8 december 2020 in première, waarbij Veerman de (eerste) Young TI Spotlight Award kreeg; op 6 april 2021, daags na de uitvaart van Veerman,  werd deze documentaire op de Nederlandse televisie vertoond.